# Norweski Instytut Noblowski
Norweski Instytut Noblowski (norw. Det Norske Nobelinstitutt) – założona w 1904 roku instytucja, której głównym zadaniem jest wspomaganie i obsługa administracyjna Norweskiego Komitetu Noblowskiego podczas prac nad wyborem laureatów Pokojowej Nagrody Nobla. Do zadań Instytutu należy również organizacja uroczystości wręczenia Pokojowej Nagrody Nobla. Norweski Instytut Noblowski może być traktowany jako sekretariat Komitetu.
Siedziba Instytutu od maja 1905 roku mieści się w Oslo przy ulicy Ibsena 51. W budynku Instytutu mieści się biblioteka licząca około 200 000 tytułów z dziedziny prawa międzynarodowego, badań pokojowych, ekonomii międzynarodowej oraz historii politycznej po 1800 roku. Wszystkie obrady Norweskiego Komitetu Noblowskiego odbywają się w budynku Instytutu, w specjalnej sali konferencyjnej użytkowanej tylko przez Komitet.
Dyrektor Instytutu jest stałym sekretarzem Komitetu Noblowskiego, oraz, z urzędu, jednym z jego doradców. Obecnie dyrektorem jest Geir Lundestad, profesor historii na Uniwersytecie w Oslo. Instytut prowadzi również działalność naukową w dziedzinie badań nad pokojem. Za tę część pracy Instytutu odpowiada jego dyrektor naukowy. Obecnie stanowisko to piastuje Asle Toje. Dyrektor naukowy jest również doradcą Komitetu Noblowskiego (ex officio).